# Alfabeto ranjana

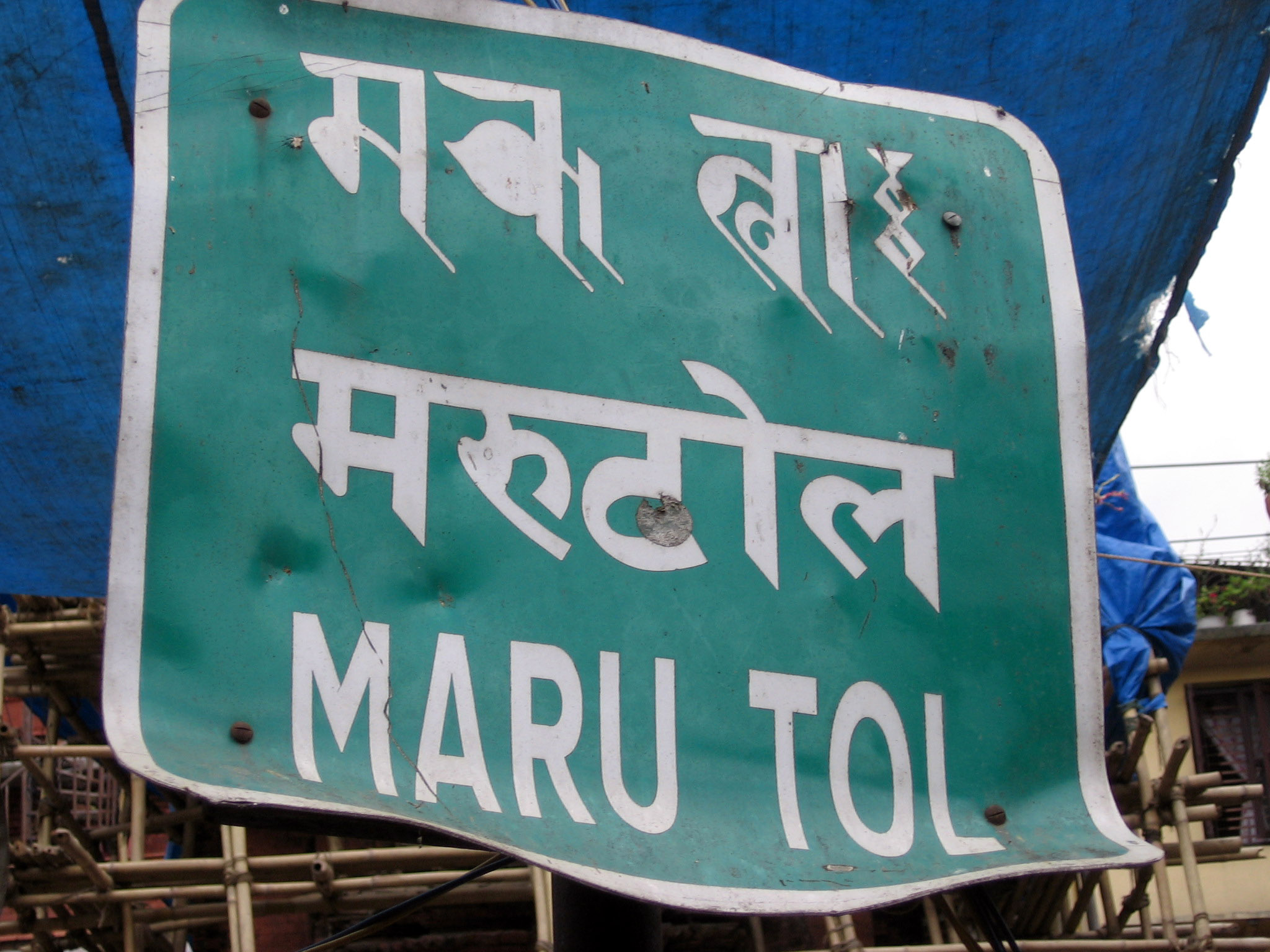
Cartel en Katmandú en alfabeto ranjana, devanagari y latino.

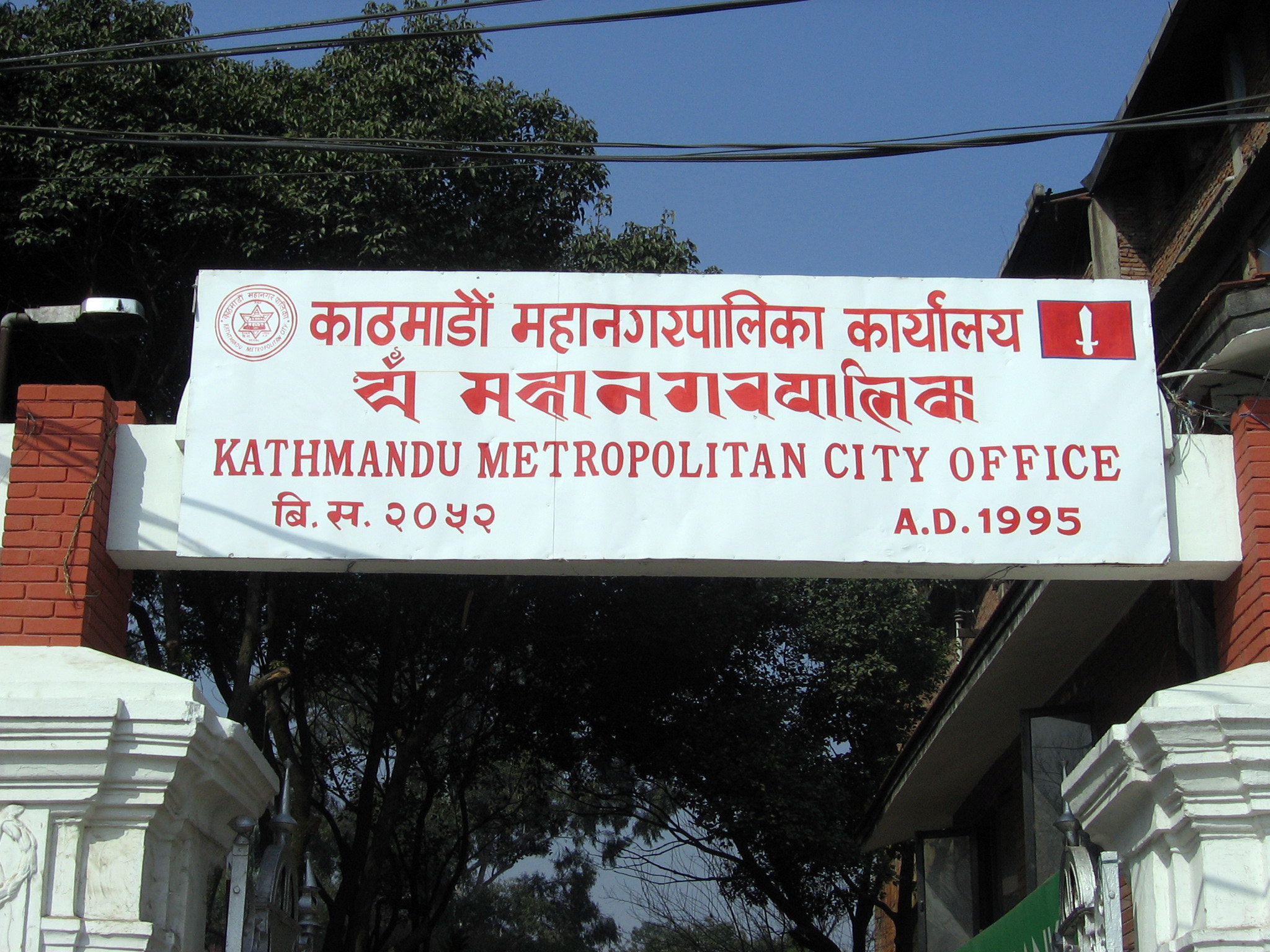
Letrero de la Oficina de la Ciutat Metropolitana de Katmandú en devanagari, ranjana (segunda fila) e inglés.

El alfabeto ranjana o lantsa es un sistema de escritura bráhmico alfasilabario que se desarrolló en el siglo XI en Nepal y se utilizó hasta mediados del siglo XX por la etnia de Newar (o Nepal Bhasa), los habitantes históricos del valle de Katmandú, para escribir sánscrito y newarés. Actualmente también se utiliza todavía en monasterios budistas de India y China, especialmente en áreas budistas tibetanas en la Región Autónoma del Tíbet, Sichuan, Yunnan, Qinghai y Gansu,  Mongolia, y Japón. Normalmente se escribe de izquierda a derecha pero la forma Kutakshar se escribe de arriba abajo. Además, también se considera la escritura caligráfica nepalesa estándar.
El ranjana es una escritura Brahmi y tiene algunos parecidos con el Devanagari del subcontinente indio, notablemente en el Nepal y al norte del India. Este alfabeto también se utiliza en la mayoría de monasterios Mahayana y Vajrayana. Junto con el alfabeto prachalit del Nepal, es considerado uno de los sistemas de escritura de Nepal.
Un ejemplo destacado de las primeras muestras de la escritura ranjana es lo Sutra Astasahasrika Prajnaparamita, escrito con tinta de oro por Bhiksu Ananda de Kapitanagar, que data del año 345 del calendario lunar nepalés Nepal Sambat (1215 dC).

## Alfabeto

### Vocales

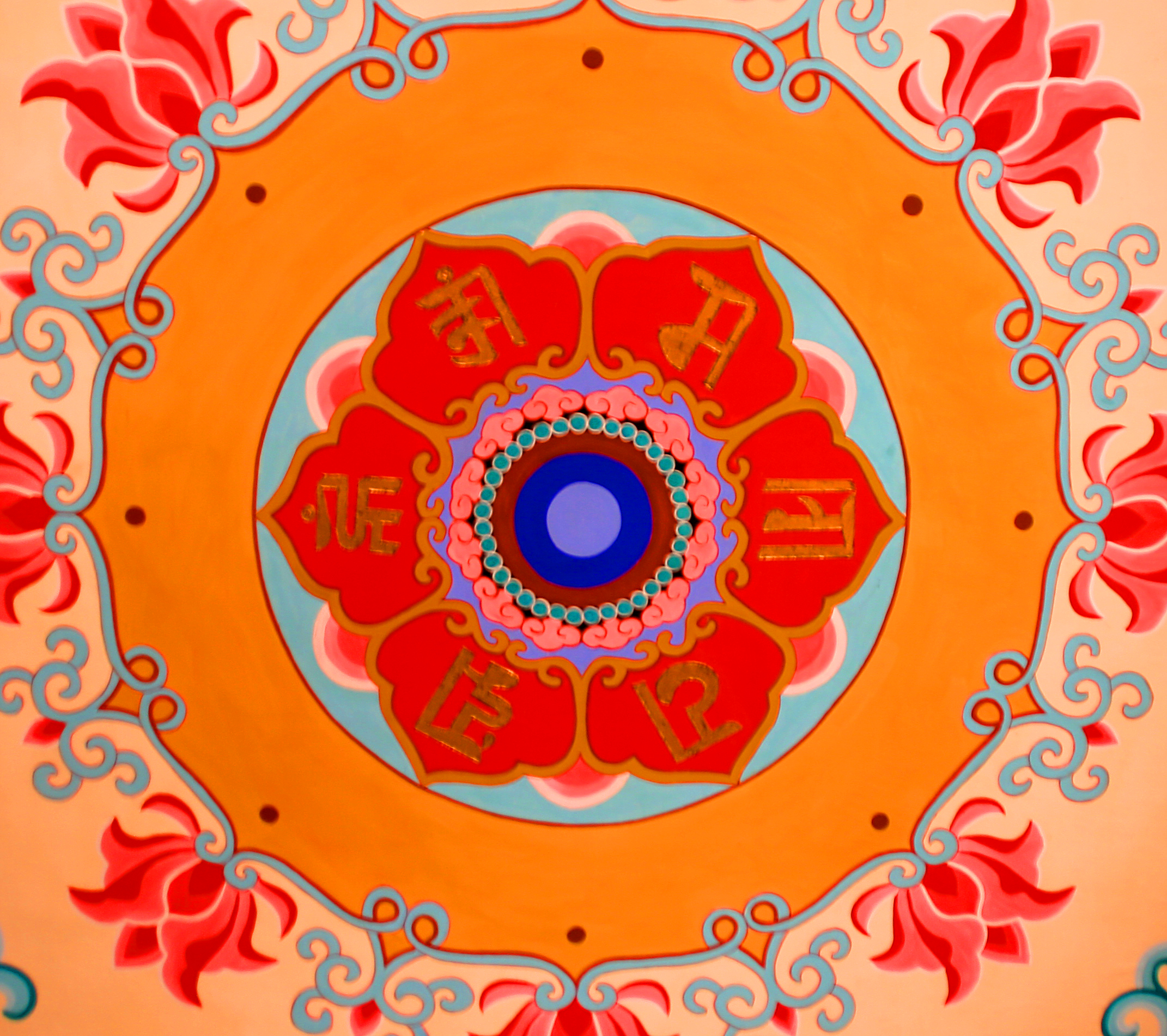
Mantra en alfabeto ranjana, en el techo de un templo budista a Tianjin, China.

| a अ | aḥ अः | ā आ | āḥ आः | i इ | ī ई  | u उ | ū ऊ  | ṛ ऋ   | ṝ ॠ   |       |
| ḷ ऌ | ḹ ॡ  | e ए | ai ऐ | o ओ | au औ | å अँ | aṃ अं | aj अय् | āj आय् | ej एय् |

### Consonantes
| k क | kh ख | g ग | gh घ | ṅ ङ |
| c च | ch छ | j ज | jh झ | ñ ञ |
| ṭ ट | ṭh ठ | ḍ ड | ḍh ढ | ṇ ण |
| t त | th थ | d द | dh ध | n न |
| p प | ph फ | b ब | bh भ | m म |
| i य | r र  | l ल | v व  |     |
| ś श | ṣ ष  | s स | h ह  |     |

| kṣ क्ष | tr त्र | jñ ज्ञ |

### Diacríticos vocálicos

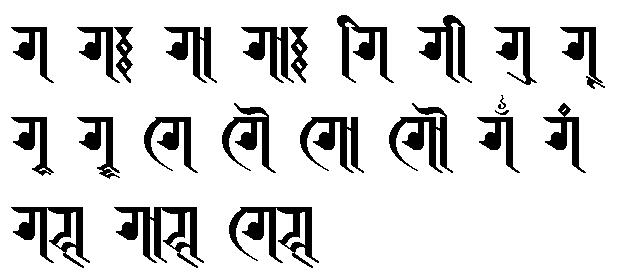
Diacríticos vocálicos del Ranjana para la letra 'ग'.

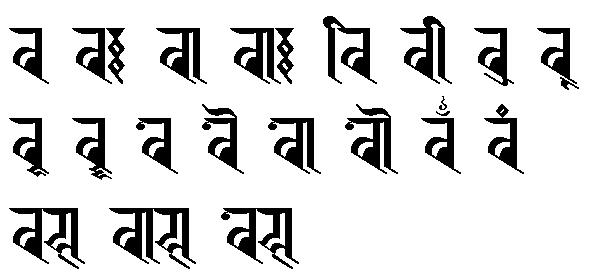
Diacríticos vocálicos del Ranjana para la letra 'ब'

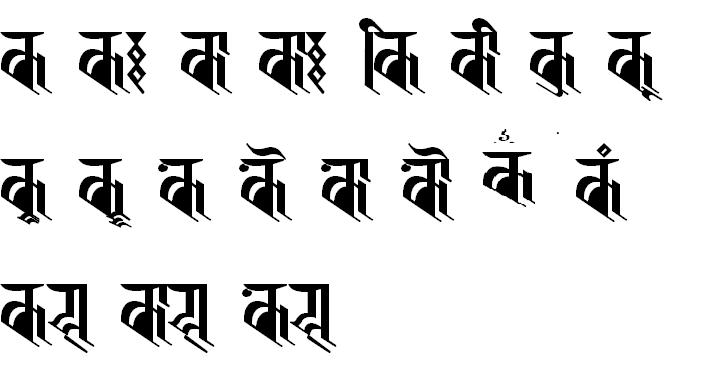
Diacríticos vocálicos del Ranjana para la letra 'क'.

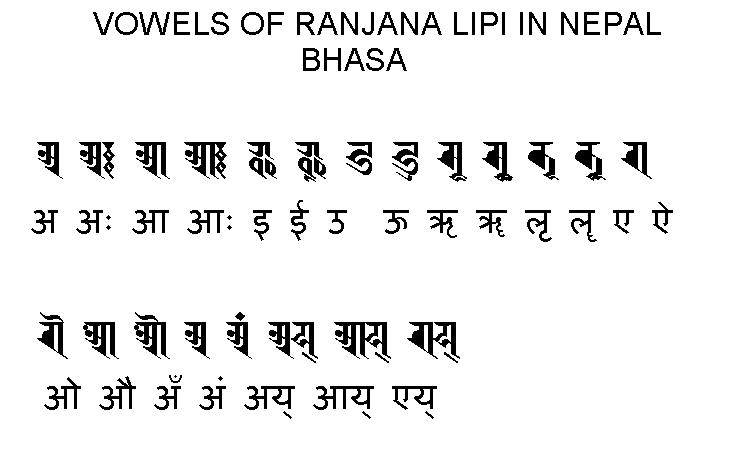

Hay tres reglas para los diacríticos vocálicos en la escritura ranjana, según si siguen el modelo de क, ग y ब .
- ख, ञ,ठ,ण,थ,ध,श  siguen el modelo de ग
- घ,ङ,च,छ,झ,ट,ड,ढ,त,द,न,न्ह,प,फ,ब,भ,म,य,र,ह्र,ल,ल्ह,व,व्ह,ष,स,ह,त्र   siguen el modelo  de ब
- ज,म्ह,ह्य,क्ष, ज्ञ  siguen el modelo de क

### Números
| 0 ० | 1 १ | 2 २ | 3 ३ | 4 ४ | 5 ५ | 6 ६ | 7 ७ | 8 ८ | 9 ९ |

## Uso

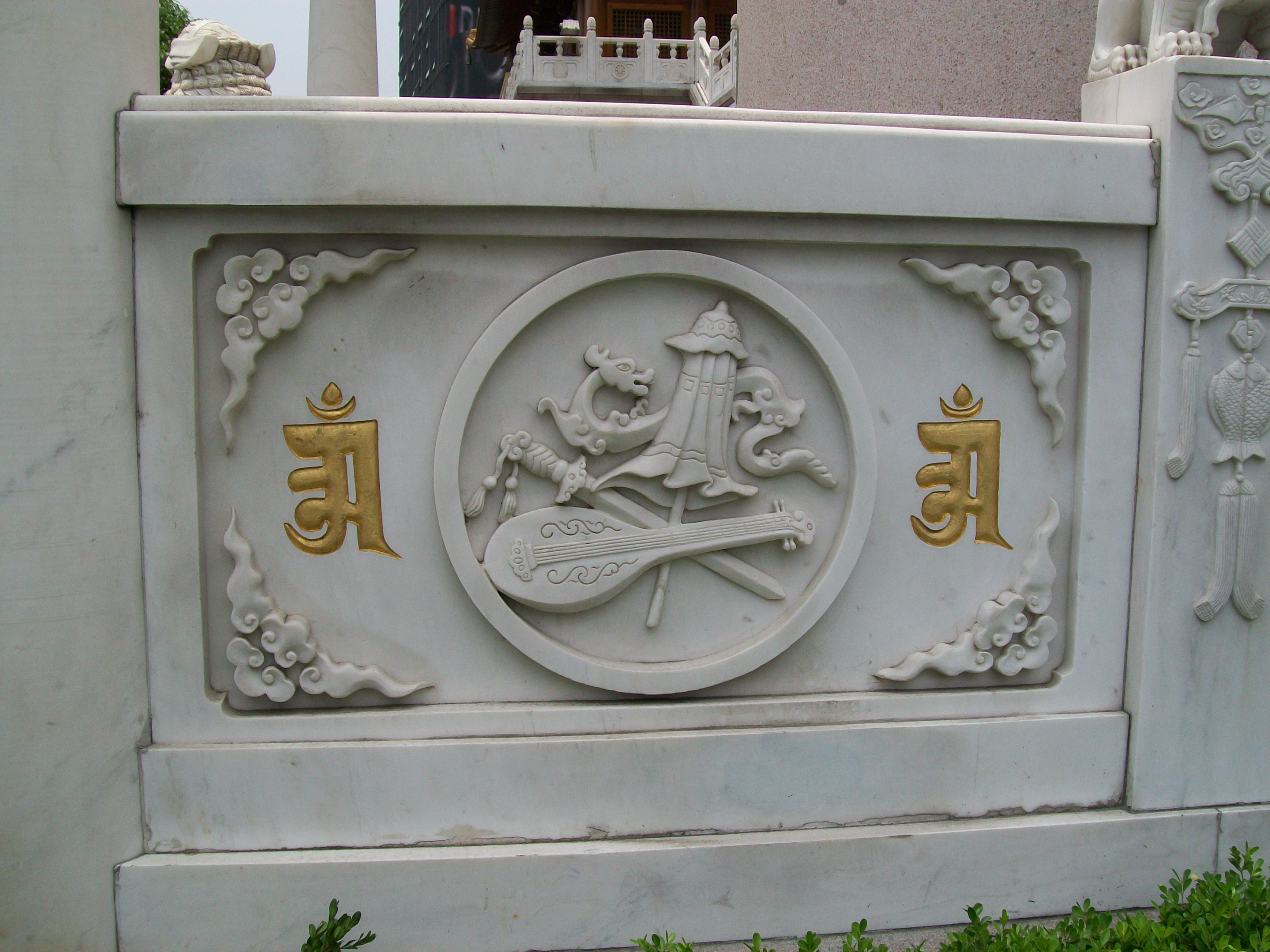
Sílabas "Oṃ" en alfabeto ranjana, que flanquean los instrumentos de los Cuatro Reyes Celestiales. Templo Jing'an, Shanghái, China.

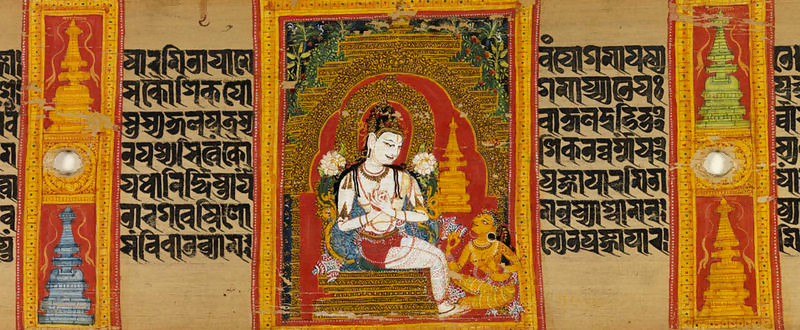
Manuscrito en idioma sánscrito escrito usando el alfabeto ranjana. Aṣtanāhasrikā Prajñāpāramitā Sūtra, India,.

El alfabeto ranjana es el sistema de escritura utilizado mayoritariamente por la comunidad newar para imprimir escrituras religiosas del hinduismo y el budismo y literatura en sànscrit. También se utiliza actualmente en documentos de elevado nivel de formalidad (como invitaciones de casamiento, certificados, etc) en Nepal, en lengua newar y en títulos de libros en lengua newar. También las tradiciones budistas Mahayana y Vajrayana utilizan el alfabeto ranjana para escribir varios mantres, entre los cuales el mantra "Om mani padme hum" de Avalokiteśvara, el mantra de Tara: "Ol tare tuttare ture svaha", y el mantra de Manjusri: "Om ara pa cana dhi." También se utiliza el alfabeto ranjana en escrituras del hinduismo.
En budismo chino y otros budismos de extremo oriente, la escritura estándar en sànscrit para los mantres y daranis no era el alfabeto ranjana, sino el más antiguo alfabeto siddham que se extendió ampliamente por China durante la dinastía Tang. Aun así, en la China Imperial tardía, la influencia del budismo tibetano popularizó también el alfabeto ranjana, de forma que este sistema de escritura se encuentra también por todo el extremo oriente, a pesar de que no es tan común como el siddham.

## Lanydza
En el Tíbet se refería a este sistema de escritura con el nombre de lanydza (transliterado también como lanja, landzha, lantsa...) a pesar de que en realidad es una escritura ligeramente diferente del estándar ranjana. En el Tíbet se suele utilizar la variante lanydza para escribir textos originales en sànscrit. Algunos ejemplos de estos textos son lo Mañjuśrīnāmasamgīti, el sutra del diamante y el sutra Sṣṭtanāhasrikā Prajñāpāramitā. La escritura lanydza se puede encontrar también en manuscritos y en ediciones impresas de algunos diccionarios sànscrit-tibetano como el Mahāvyutpatti.
Aun así, el uso más frecuente de la escritura lanydza actualmente es en los títulos de las páginas de textos tibetanos, en que el título en sànscrit a menudo se escribe en Lanydza, seguido de una transliteración y de un traducción en alfabeto tibetano. Por otro lado, también se utiliza ornamentalmente en paredes de templos, al exterior de ruedas de oración, y en dibujos de mandalas.

## Monograma (Kutākshar)

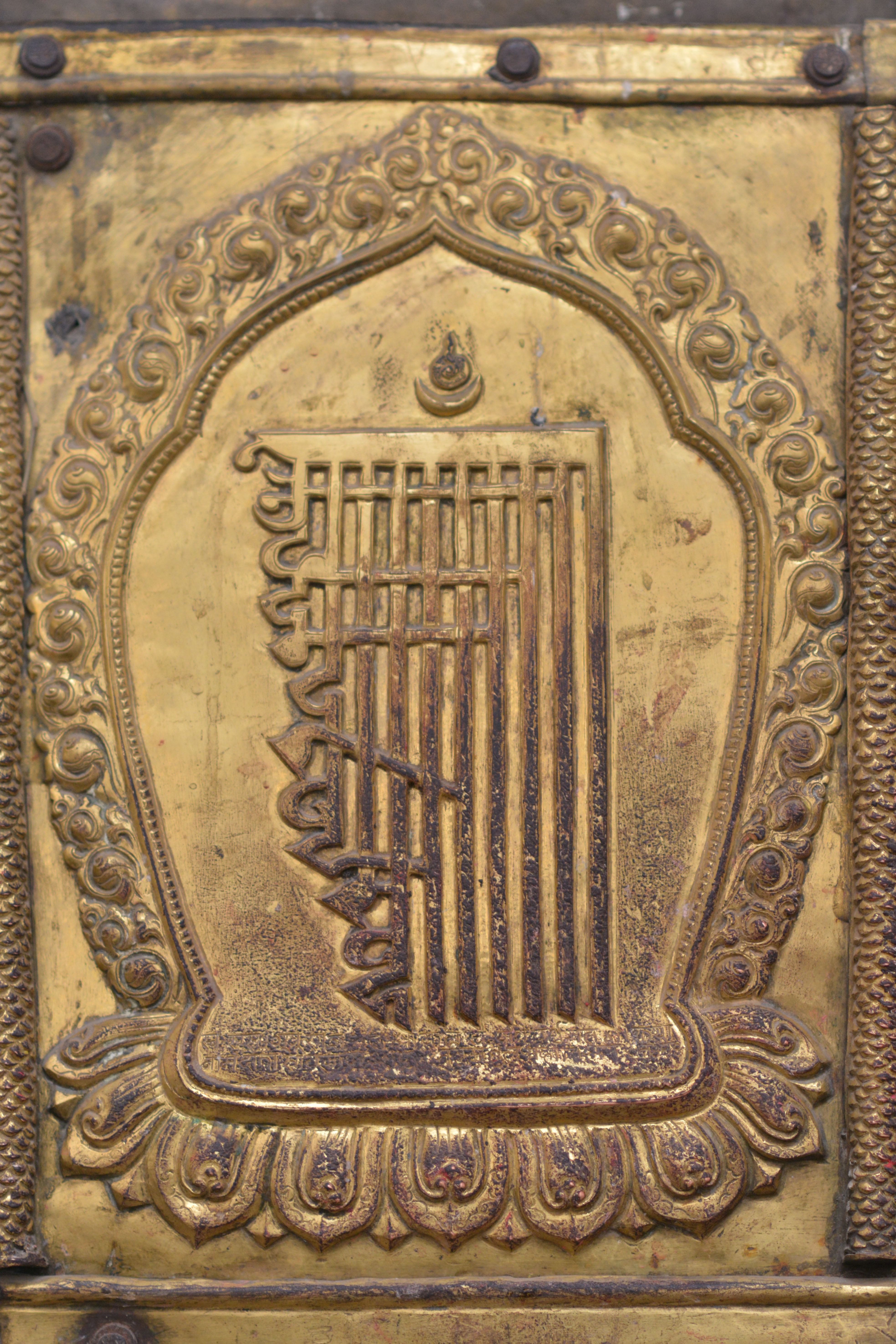
Un monograma Kutākshar a la fachada de Jana Bahal.

Kutākshar es un monograma del esciptura ranjana. Es el único de la escritura nepalesa que se puede escribir como monograma.

## Desde elsigloXXhasta el Nepal actual
Después de haber caído en desuso a mediados de siglo XX, el uso del alfabeto ranjana ha aumentado sustancialmente. Recientemente lo utlilitzan muchos gobiernos locales como el de la Ciutad Metropolitana de Katmandú, Lalitpur y el entorno submetropolitano, los municipios de Bhaktapur, Thimi, Kirtipur , Banepa, en carteles, bandos, anuncios y similares. En el valle de Katamandú hay programas para promover el uso del alfabeto ranjana y cursillos para difundir y conservar la lengua.  El movimiento Nepal Bhasa promueve el uso de este sistema de escritura y lo utilizan varios diarios y páginas web.
Hay un proyecto nepalés-alemán para la conservación de los manuscritos en ranjana.
Se ha propuesto un bloque Unicode para el alfabeto ranjana, por Evertype.